# Thiberville
Thiberville est une commune française située dans le département de l'Eure, en région Normandie.

## Géographie

### Localisation
Thiberville est une commune de l'ouest du département de l'Eure en région Normandie. Elle se situe à l'extrémité ouest de la région naturelle du Lieuvin et jouxte celle du pays d'Auge.
|                                              | Fontaine-la-Louvet | Fontaine-la-Louvet |
| L'Hotellerie (Calvados), Marolles (Calvados) | Thiberville        | Drucourt           |
|                                              | La Chapelle-Hareng | Drucourt           |

### Hydrographie
La commune est située dans le bassin Seine-Normandie. Elle est drainée par la Paquine,.
La Paquine, d'une longueur de 25 km, prend sa source dans la commune de Drucourt et se jette  dans la Touques à Ouilly-le-Vicomte, après avoir traversé 13 communes.

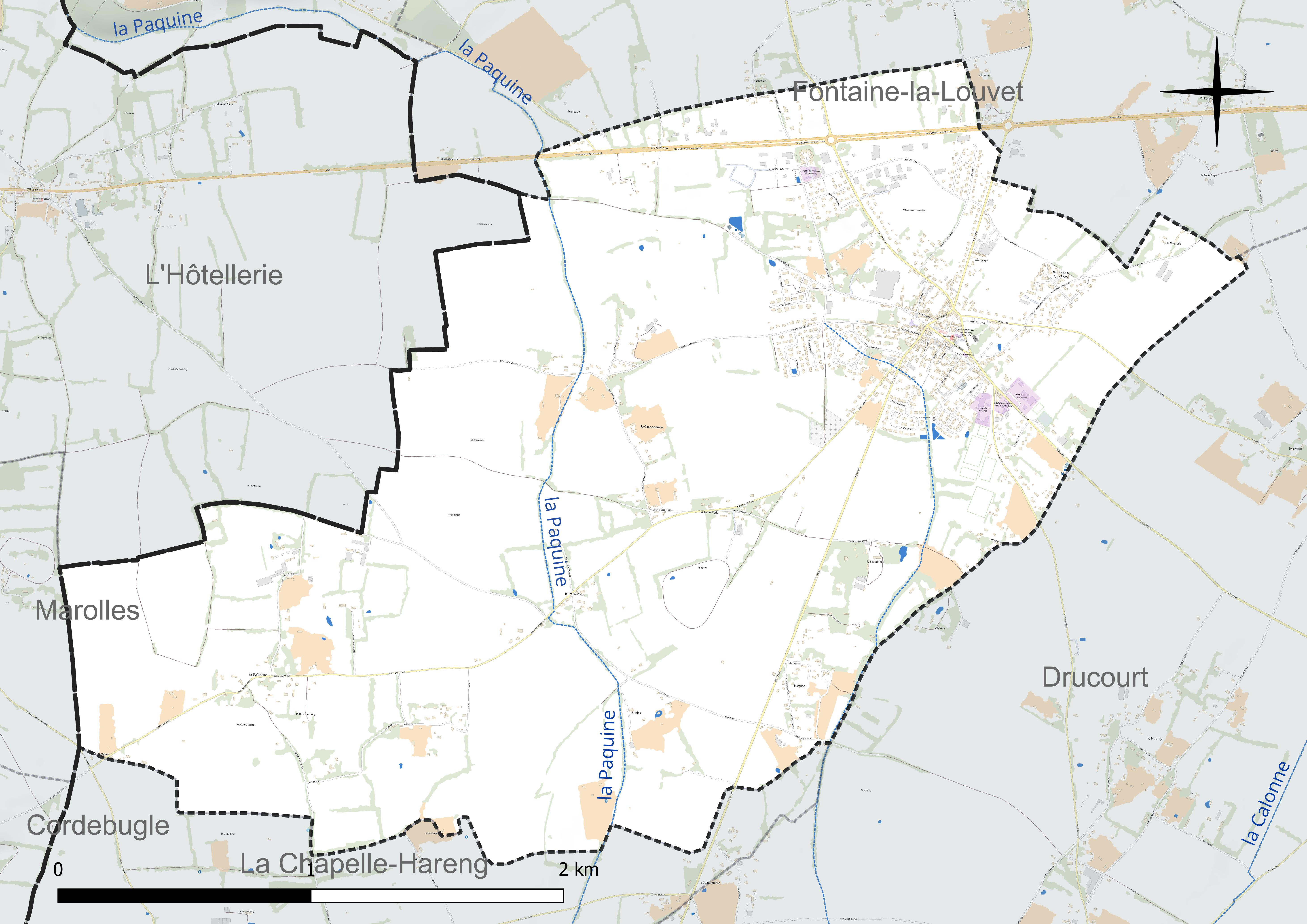
Réseau hydrographique de Thiberville.

### Climat
Pour des articles plus généraux, voir Climat de la Normandie et Climat de l'Eure.
En 2010, le climat de la commune est de type climat océanique dégradé des plaines du Centre et du Nord, selon une étude du CNRS s'appuyant sur une série de données couvrant la période 1971-2000. En 2020, Météo-France publie une typologie des climats de la France métropolitaine dans laquelle la commune est exposée à un climat océanique et est dans la région climatique  Côtes de la Manche orientale, caractérisée par un faible ensoleillement (1 550 h/an) ; forte humidité de l’air (plus de 20 h/jour avec humidité relative > 80 % en hiver), vents forts fréquents. Parallèlement le GIEC normand, un groupe régional d’experts sur le climat, différencie quant à lui, dans une étude de 2020, trois grands types de climats pour la région Normandie, nuancés à une échelle plus fine par les facteurs géographiques locaux. La commune est, selon ce zonage, exposée à un « climat contrasté des collines », correspondant au Pays d’Auge, Lieuvin et Roumois, moins directement soumis aux flux océaniques et connaissant toutefois des précipitations assez marquées en raison des reliefs collinaires qui favorisent leur formation.
Pour la période 1971-2000, la température annuelle moyenne est de 10 °C, avec  une amplitude thermique annuelle de 13,5 °C. Le cumul annuel moyen de précipitations est de 868 mm, avec 12,7 jours de précipitations en janvier et 8,6 jours en juillet. Pour la période 1991-2020, la température moyenne annuelle observée sur la station météorologique la plus proche, située sur la commune de Lieurey à 11 km à vol d'oiseau, est de 11,3 °C et le cumul annuel moyen de précipitations est de 893,1 mm,. Pour l'avenir, les paramètres climatiques de la commune estimés pour 2050 selon différents scénarios d’émission de gaz à effet de serre sont consultables sur un site dédié publié par Météo-France en novembre 2022.

## Urbanisme

### Typologie
Au 1er janvier 2024, Thiberville est catégorisée bourg rural, selon la nouvelle grille communale de densité à 7 niveaux définie par l'Insee en 2022.
Elle est située hors unité urbaine. Par ailleurs la commune fait partie de l'aire d'attraction de Bernay, dont elle est une commune de la couronne,. Cette aire, qui regroupe 36 communes, est catégorisée dans les aires de moins de 50 000 habitants,.

### Occupation des sols
L'occupation des sols de la commune, telle qu'elle ressort de la base de données européenne d’occupation biophysique des sols Corine Land Cover (CLC), est marquée par l'importance des territoires agricoles (86,1 % en 2018), en diminution par rapport à 1990 (89,8 %). La répartition détaillée en 2018 est la suivante : 
terres arables (50 %), prairies (36,1 %), zones urbanisées (13,9 %). L'évolution de l’occupation des sols de la commune et de ses infrastructures peut être observée sur les différentes représentations cartographiques du territoire : la carte de Cassini (XVIIIe siècle), la carte d'état-major (1820-1866) et les cartes ou photos aériennes de l'IGN pour la période actuelle (1950 à aujourd'hui).

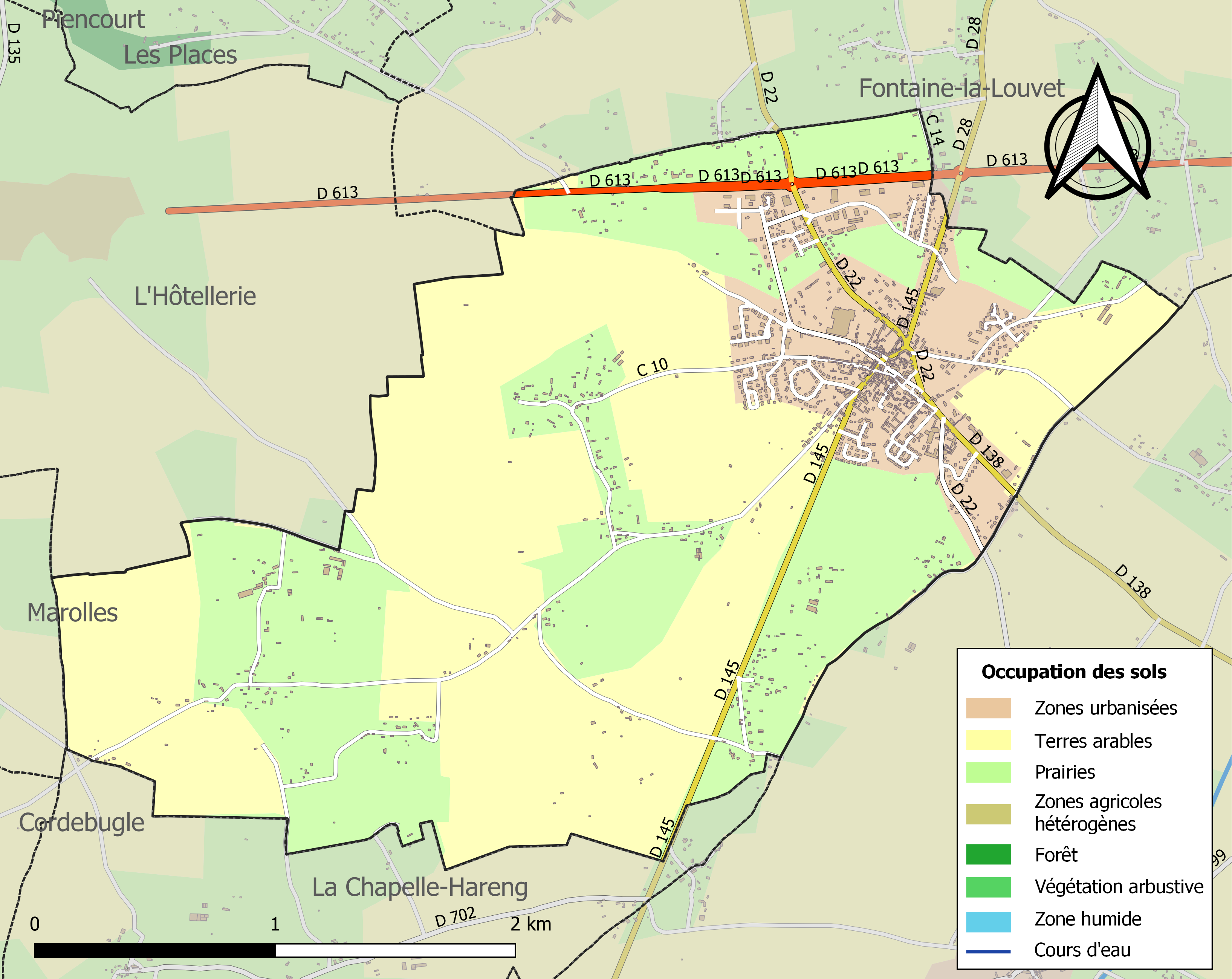
Carte des infrastructures et de l'occupation des sols de la commune en 2018 (CLC).

## Toponymie
Le nom de la localité est attesté sous la forme Tibervilla (reg. visit.) en 1249, Tyeberville (chron. des abbés de Saint-Ouen) en 1339.

## Histoire

### Héraldique
| Armes de Thiberville | Ces armes peuvent se blasonner ainsi aujourd’hui : de sinople à un cimeterre d'or. |

## Politique et administration
| Période                                  | Période  | Identité    | Étiquette | Qualité                            |
| ---------------------------------------- | -------- | ----------- | --------- | ---------------------------------- |
| 1919                                     | 1925     | A. Leretour |           |                                    |
| mars 2001                                | En cours | Guy Paris   | DVD       | Médecin, ancien conseiller général |
| Les données manquantes sont à compléter. |          |             |           |                                    |

## Démographie
En 2015, on pouvait recenser 1867 habitants dans la commune.
L'évolution du nombre d'habitants est connue à travers les recensements de la population effectués dans la commune depuis 1793. Pour les communes de moins de 10 000 habitants, une enquête de recensement portant sur toute la population est réalisée tous les cinq ans, les populations de référence des années intermédiaires étant quant à elles estimées par interpolation ou extrapolation. Pour la commune, le premier recensement exhaustif entrant dans le cadre du nouveau dispositif a été réalisé en 2006.

En 2022, la commune comptait 1 765 habitants, en évolution de −2,32 % par rapport à 2016 (Eure : −0,25 %, France hors Mayotte : +2,11 %).
| 1793 | 1800  | 1806 | 1821  | 1831  | 1836  | 1841  | 1846  | 1851  |
| ---- | ----- | ---- | ----- | ----- | ----- | ----- | ----- | ----- |
| 971  | 1 043 | 991  | 1 191 | 1 283 | 1 422 | 1 344 | 1 323 | 1 339 |

| 1856  | 1861  | 1866  | 1872  | 1876  | 1881  | 1886  | 1891  | 1896  |
| ----- | ----- | ----- | ----- | ----- | ----- | ----- | ----- | ----- |
| 1 349 | 1 356 | 1 420 | 1 426 | 1 394 | 1 379 | 1 323 | 1 222 | 1 250 |

| 1901  | 1906  | 1911  | 1921  | 1926  | 1931  | 1936  | 1946  | 1954  |
| ----- | ----- | ----- | ----- | ----- | ----- | ----- | ----- | ----- |
| 1 191 | 1 225 | 1 200 | 1 037 | 1 064 | 1 029 | 1 090 | 1 191 | 1 105 |

| 1962  | 1968  | 1975  | 1982  | 1990  | 1999  | 2006  | 2011  | 2016  |
| ----- | ----- | ----- | ----- | ----- | ----- | ----- | ----- | ----- |
| 1 270 | 1 374 | 1 483 | 1 643 | 1 610 | 1 537 | 1 672 | 1 820 | 1 807 |

| 2021  | 2022  | - | - | - | - | - | - | - |
| ----- | ----- | - | - | - | - | - | - | - |
| 1 773 | 1 765 | - | - | - | - | - | - | - |

## Culture locale et patrimoine

### Lieux et monuments
- La demeure dite château Lécuyer (1896),  Inscrit MH (1999)[23]. Cette demeure a été édifiée en 1864 pour Cyriaque Lécuyer, fabricant de rubans. Elle a ensuite été agrandie de 1894 à 1896 par l'architecte Rouvray. Celui-ci a, notamment, réalisé les plans de la véranda, laquelle comprend un registre de grandes peintures sur toiles réalisées en 1896-1897 et un ensemble de vitraux d'inspiration Art Nouveau.
- L'usine de passementerie Lécuyer (XIXe siècle)[24]. Cette usine, spécialisée dans la fabrication de rubans en coton et en lin, a été construite dans les années 1820-1830 par le sieur Lécuyer. Au cours du XIXe siècle, elle connaît plusieurs agrandissements successifs. En 1864 notamment, est édifié, à proximité des ateliers de fabrication, le logement patronal agrandi par la suite en 1894-96. L'usine a fermé ses portes durant l'entre-deux guerres. Les ateliers de fabrication et la cheminée d'usine ont été détruits. Subsistent aujourd'hui le logement patronal, le parc et les communs. En 1847, l'usine est équipée de 35 métiers. Elle occupe 25 hommes, 10 femmes et 10 enfants. Monument inscrit à l'inventaire général du patrimoine culturel.
- L'église Saint-Taurin : Elle est dédiée au premier évêque d'Évreux qui convertit la Normandie à la religion chrétienne. D'origine romane, très beau retable majeur du XVIIe siècle, deux tribunes (rare pour une église de campagne), cadran solaire et réplique de la Sainte Face du Seigneur Jésus-Christ.
- Le château du Baudrieux.
- La mairie hébergeait un « tribunal de paix » jusqu'en 1958.
- La médiathèque, ouverte en avril 2022, occupant le rez-de-chaussée d'un bâtiment à la façade typiquement normande (classée au patrimoine régional).

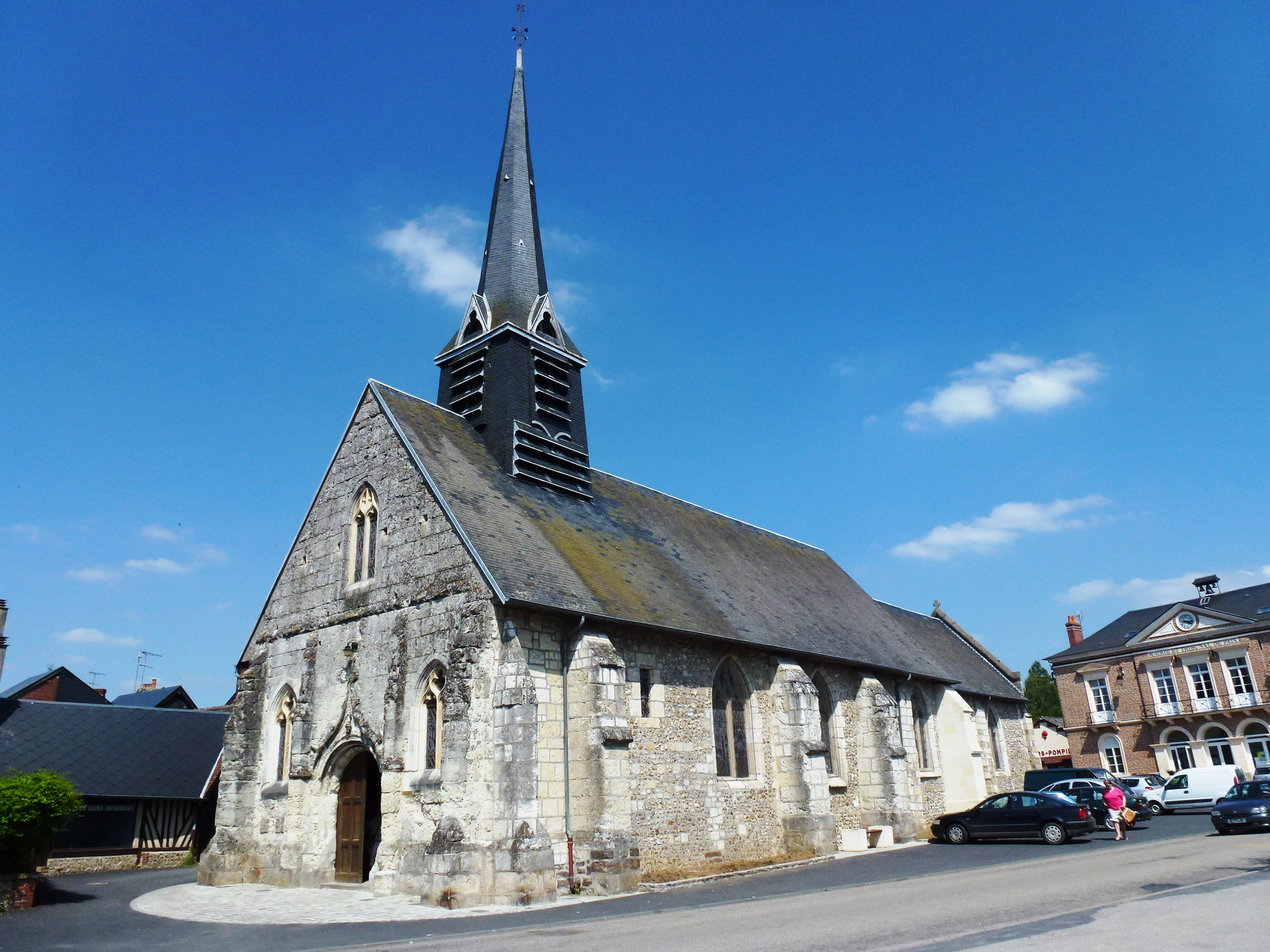
Église Saint-Taurin.
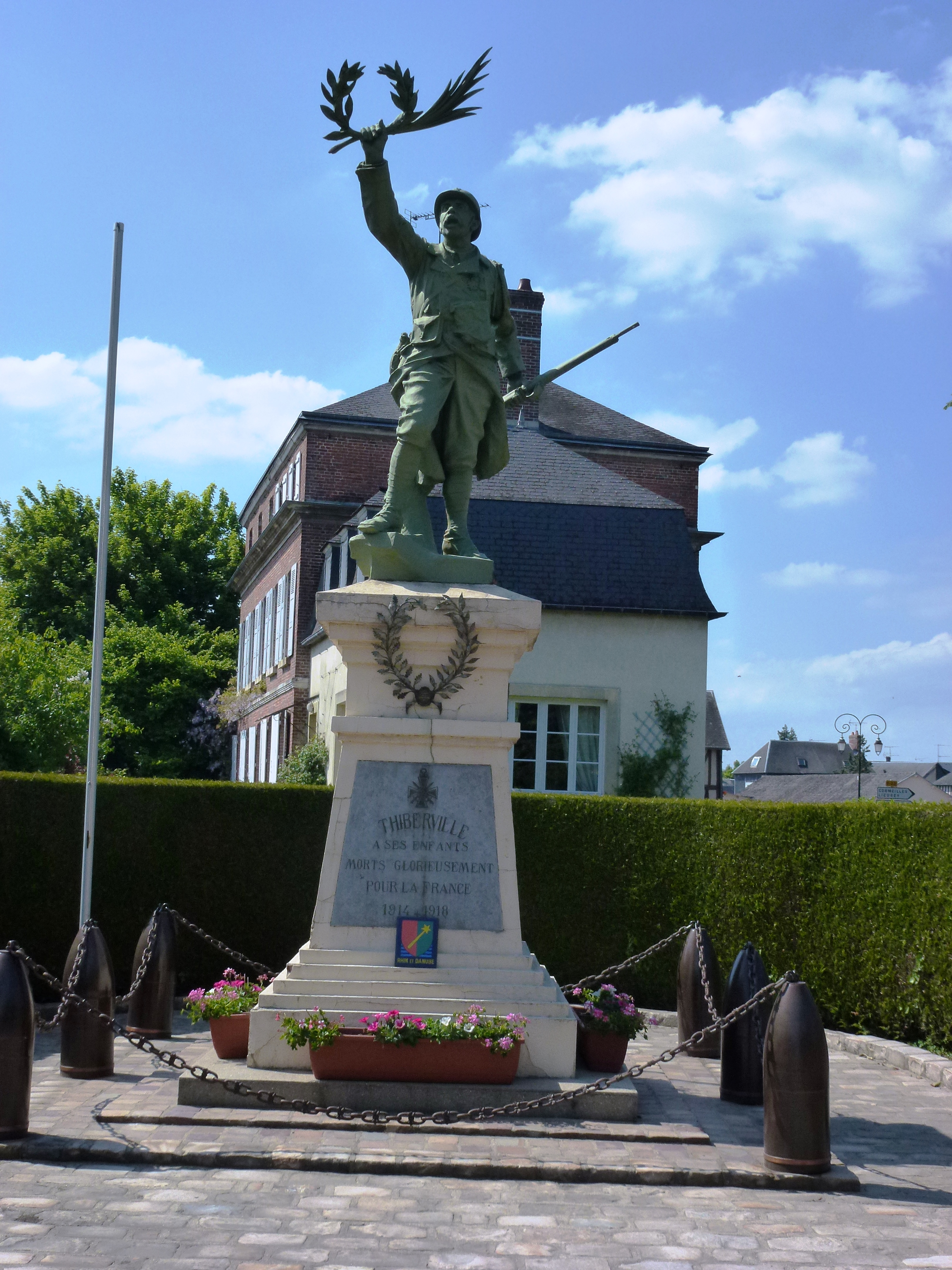
Monument aux morts.

### Personnalités liées à la commune
- Albert Boissière (1864 à Thiberville - 1939), écrivain et feuilletoniste.
- Jean-Marie Petitclerc (né en 1953 à Thiberville), prêtre catholique salésien.

## Anecdotes
En novembre 2024, la commune reçoit un legs de dix millions d'euros de la part d'un inconnu, Roger Thiberville, au motif qu'il portait le même nom que la ville. La somme représente cinq fois le budget annuel de fonctionnement.